# Gra o tron (sezon 7)
Siódma seria amerykańskiego serialu fantasy Gra o tron była oryginalnie nadawana na kanale HBO od 16 lipca do 27 sierpnia 2017. W przeciwieństwie do poprzednich sezonów, które składały się z dziesięciu odcinków, ten składał się z siedmiu. Podobnie jak poprzedni sezon, część 7 w większości składa się z treści, których nie znajdziemy w serii powieści Pieśń lodu i ognia autorstwa George’a R.R. Martina. Dodatkowo w sezonie pojawia się materiał, który Martin ujawnił producentom na temat nadchodzących powieści w serii. Serial jest tworzony przez Davida Benioffa i D.B. Weissa.
Seria ta  doprowadza do połączenia głównych wątków. Daenerys Targaryen przybywa do Westeros razem ze swoją armią i trzema smokami prowadząc ich na wojnę przeciwko Lannisterom; Jon Snow zawiera sojusz z Daenerys, aby połączyć siły przeciwko armii Białych Wędrowców, natomiast Arya i Bran wracają do Winterfell.
HBO złożyło zamówienie na siódmy sezon 21 kwietnia 2016, na trzy dni przed premierą szóstego sezonu, natomiast zdjęcia do serii rozpoczęto 31 sierpnia 2016 roku. Sezon został nakręcony głównie w Północnej Irlandii, Hiszpanii, Chorwacji i Islandii.

## Obsada

### Główna obsada
- Peter Dinklage jako Tyrion Lannister[6]
- Nikolaj Coster-Waldau jako Jaime Lannister[6]
- Lena Headey jako Cersei Lannister[6]
- Emilia Clarke jako Daenerys Targaryen[6]
- Kit Harington jako Jon Snow[6]
- Aidan Gillen jako Petyr „Littlefinger” Baelish[6]
- Liam Cunningham jako Davos Seaworth[6]
- Sophie Turner jako Sansa Stark[6]
- Maisie Williams jako Arya Stark[6]
- Carice van Houten jako Melisandre[6]
- Nathalie Emmanuel jako Missandei[6]
- Indira Varma jako Ellaria Sand[6]
- Alfie Allen jako Theon Greyjoy[6]
- Gwendoline Christie jako Brienne z Tarthu[6]
- Conleth Hill jako Varys[6]
- John Bradley jako Samwell Tarly[6]
- Isaac Hempstead-Wright jako Bran Stark[6]
- Hannah Murray jako Goździk (Gilly)[6]
- Kristofer Hivju jako Tormund[6]
- Rory McCann jako Sandor „Ogar” Clegane[6]
- Jerome Flynn jako Bronn[6]
- Joe Dempsie jako Gendry[7]
- Iain Glen jako Jorah Mormont[6]

### Gościnnie
Na Północy i Murze
- Richard Dormer jako Beric Dondarrion[6]
- Paul Kaye jako Thoros z Myru[8]
- Ben Crompton jako Eddison Tollett[9]
- Ellie Kendrick jako Meera Reed[10]
- Bella Ramsey jako Lyanna Mormont[10]
- Tim McInnerny jako Robett Glover[11][12]
- Megan Parkinson jako Alys Karstark[13]
- Daniel Portman jako Podrick Payne[14]
- Richard Rycroft jako Maester Wolkan[15]
- Rupert Vansittart jako Yohn Royce[16]

Za Murem
- Vladimir Furdik jako Król Nocy[17]
- Joseph Mawle jako Benjen Stark
- Neil Fingleton jako gigant
- Ian Whyte jako gigant

Dorzecze
- David Bradley jako Walder Frey
- Ben Hawkey jako Gorąca Bułka

Królewska Przystań
- Pilou Asbæk jako Euron Greyjoy[6]
- Anton Lesser jako Qyburn[18]
- Hafþór Júlíus Björnsson jako Gregor Clegane[19]
- James Faulkner jako Randyll Tarly[6]
- Tom Hopper jako Dickon Tarly[20]
- Mark Gatiss jako Tycho Nestoris[21]

Stare Miasto
- Jim Broadbent jako arcymaester Ebrose[22][23]

Smocza Skała
- Jacob Anderson jako Szary Robak[10]
- Diana Rigg jako Olenna Tyrell[6]
- Gemma Whelan jako Yara Greyjoy[24]
- Jessica Henwick jako Nymeria Sand[25]
- Rosabell Laurenti Sellers jako Tyene Sand[26]
- Keisha Castle-Hughes jako Obara Sand
- Brendan Cowell jako Harrag
- Staz Nair jako Qhono

Retrospekcje
- Aisling Franciosi jako Lyanna Stark
- Wilf Scolding jako Rhaegar Targaryen
- Robert Aramayo jako Eddard Stark

## Odcinki
| № | # | Tytuł                   | Tytuł polski            | Reżyseria      | Scenariusz               | Premiera (HBO)   | Premiera w Polsce (HBO) |
| --- | - | ----------------------- | ----------------------- | -------------- | ------------------------ | ---------------- | ----------------------- |
| 61 | 1 | Dragonstone             | Smocza Skała            | Jeremy Podeswa | David Benioff D.B. Weiss | 16 lipca 2017    | 17 lipca 2017           |
| W Bliźniakach Arya dodaje truciznę do kielichów lordów z domu Frey. Biali Wędrowcy maszerują w stronę Muru, gdzie Tollett pozwala przejść Branowi i Meerze na drugą stronę. W Winterfell, pomimo dezaprobaty Sansy, Jon zapewnia lojalność domów Umber i Karstark, którzy walczyli u boku Ramsaya w Bitwie Bękartów. W Cytadeli w Starym Mieście Samwell kradnie księgi, które potwierdzają istnienie dużych zasobów smoczego szkła w Smoczej Skale i zawiadamia o tym Jona. Później znajduje Joraha w celi. W Dorzeczu Arya spotyka grupę życzliwych żołnierzy z rodu Lannisterów, którzy nie wierzą w jej intencje zabicia Cersei i traktują to jako żart. Thoros pokazuje Sandorowi wizję w ogniu, dzięki której Sandor zaczyna wierzyć w istnienie Pana Światła. W Królewskiej Przystani Jaime przekonuje Cersei, że potrzebują sojuszników. W związku z tym, Cersei spotyka się z Euronem, który proponuje jej małżeństwo w zamian za Żelazną Flotę oraz szansę zabicia Theona i Yary Greyjoy. Cersei nie do końca mu ufa, dlatego Euron obiecuje wrócić z „prezentem”, aby udowodnić swoją lojalność. Daenerys wraz z armią i smokami przybywają do Smoczej Skały, niegdyś zajmowanej przez Stannisa. |   |                         |                         |                |                          |                  |                         |
| 62 | 2 | Stormborn               | Zrodzona w Burzy        | Mark Mylod     | Bryan Cogman             | 23 lipca 2017    | 24 lipca 2017           |
| Daenerys wysyła Dornijczyków z flotą Yary do Sunspear i Nieskalanych do Casterly Rock, decydując się na oblężenie Królewskiej Przystani. Daenerys kwestionuje lojalność Varysa i grozi, że spali go żywcem, jeśli kiedykolwiek ją zdradzi. Melisandre przybywa i zachęca ją, by zaprosiła Jona Snowa do Smoczej Skały. Szary Robak i Missandei konsumują swój związek. Cersei gromadzi kilku panów, prosząc ich o zdobycze oraz mianuje Randylla Tarly’ego Strażnikiem Południa. Qyburn pokazuje Cersei prototypową balistę zdolną do zabijania smoków. Arya spotyka się z Gorącą Bułką i dowiaduje się, że Jon został Królem Północy, dlatego wstrzymuje plany podróży do Królewskiej Przystani i zamiast tego zmierza w kierunku Winterfell. Po otrzymaniu listu od Samwella, Jon wyjeżdża do Smoczej Skały w nadziei, że uda mu się przekonać Daenerys do wsparcia podczas walki z Białymi Wędrowcami. Królestwo zostawia w rękach Sansy. Samwell stosuje zakazany sposób leczenia Szarej Łuszczycy u Joraha. Flota Eurona atakuje Yarę. Obara i Nymeria zostają zabite, podczas gdy Ellaria, Tyene i Yara zostają schwytane. Theon przypomina sobie czasy kiedy był Fetorem i waha się czy rzucić wyzwanie Euronowi. Ostatecznie ucieka przed rzezią skacząc do morza.                                                        |   |                         |                         |                |                          |                  |                         |
| 63 | 3 | The Queen’s Justice     | Sprawiedliwość Królowej | Mark Mylod     | David Benioff D.B. Weiss | 30 lipca 2017    | 31 lipca 2017           |
| Jon przybywa na Smoczą Skałę i spotyka się Daenerys, która domaga się od niego lojalności. Jon nie zgadza się i skupia się na przekonaniu jej, by pomogła mu w walce z armią nieumarłych. Idąc za radą Tyriona, Daenerys zapewnia Jonowi dostęp do smoczego szkła na wyspie. Melisandre ukrywa się przed Jonem i odchodzi do Volantisa. Bran przybywa do Winterfell i przedstawia Sansie swoją nowo odkrytą rolę jako Trójoka Wrona. Do Królewskiej Przystani wraca Euron wraz z Ellarią i Tyene, które są prezentem dla Cersei. Królowa obiecuje go poślubić po wygranej wojnie oraz mianuje go współdowódcą wojska wraz z Jaimem. Cersei podaje Tyene tę samą truciznę, która zabiła Myrcellę, zmuszając Ellarię do obserwowania zbliżającej się śmierci córki. W Starym Mieście Jorah zostaje uzdrowiony i odchodzi, by znaleźć Daenerys. Ebrose wybacza Samwellowi. Szary Robak i Nieskalani atakują Casterly Rock, jednak okazuje się, że miasto było już opuszczone. Jaime poprowadził większość sił Lannisterów w ataku na Wysogród, podczas gdy flota Eurona robi zasadzkę i niszczy statki Nieskalanych. Siły Lannisterów pokonują armię Olenny. Jaime nakłania Olennę do wypicia trucizny, oferując jej szybką i bezbolesną śmierć. Po wypiciu trucizny Olena wyznaje, że to ona otruła Joffreya.                       |   |                         |                         |                |                          |                  |                         |
| 64 | 4 | The Spoils of War       | Wojenne łupy            | Matt Shakman   | David Benioff D.B. Weiss | 6 sierpnia 2017  | 7 sierpnia 2017         |
| Arya wraca do Winterfell, gdzie spotyka się z Sansą oraz trenuje walkę z Brienne. Bran bez emocji żegna się z Meerą, wyjawiając, że nie jest już chłopcem, któremu towarzyszyła w podróży przez Północ. Littlefinger pokazuje Branowi sztylet, którym niegdyś miał zostać zabity. Cersei gwarantuje przedstawicielowi Żelaznego Banku zwrot pożyczonego złota, ponieważ wagon przewożący złoto z Wysogrodu jest w drodze do Królewskiej Przystani. W jaskini wypełnionej smoczym szkłem Jon pokazuje Daenerys starożytne obrazy przedstawiające Pierwszych Ludzi i Dzieci Lasu łączące siły przeciwko nieumarłym. Później Daenerys dowiaduje się o ataku Lannisterów i zdaje sobie sprawę, że atak na Casterly Rock był jedynie odwróceniem uwagi. Pomimo protestów Tyriona, Daenerys postanawia podjąć działania. Kawaleria Dothraków prowadzona przez Daenerys na grzbiecie smoka Drogona zaskakuje armię Lannisterów i ich dziesiątkuje. Drogon zostaje ranny podczas walki przez włócznię wystrzeloną z balisty przez Bronna. Jaime dosiada konia i zmierza w kierunku nieuzbrojonej Daenerys, ale Drogon bucha ogniem, by powstrzymać atak. Bronn łapie Jaimiego i rzuca się z nim do rzeki, by go ratować. |   |                         |                         |                |                          |                  |                         |
| 65 | 5 | Eastwatch               | Wschodnia Strażnica     | Matt Shakman   | Dave Hill                | 13 sierpnia 2017 | 14 sierpnia 2017        |
| Jaime i Bronn wracają do Królewskiej Przystani. Wbrew radzie Tyriona, Daenerys nakazuje Drogonowi spalić żywcem Randylla i Dickona Tarly’ego za to, że zostali wierni wobec Cersei. Tym samym zmusza innych jeńców, aby przyrzekli jej wierność. Jorah przybywa na Smoczą Skałę by służyć Daenerys. Maester Wolkan ostrzega Jona i mieszkańców Cytadeli o zbliżających się wrogach do Wschodniej Strażnicy. Jon postanawia wyjechać za Mur i uprowadzić nieumarłego, aby przekonać Cersei do tymczasowego sojuszu. Davos przemyca Tyriona do Królewskiej Przystani, gdzie potajemnie spotyka się z Jaimem i oferuje zawieszenie broni. Cersei akceptuje propozycje oraz informuje Jaimiego, że jest w ciąży. Davos spotyka się z Gendrym i odsyła go na Smoczą Skałę. Gdy Cytadela ignoruje list Wolkana, Samwell kradnie kilka książek i ucieka z Goździk i małym Samem. W Winterfell Littlefinger zauważa, że Arya go szpieguje, dlatego podstępnie prowadzi ją do swojego pokoju, aby znalazła tam list napisany przez Sansę. Jon, Jorah i Gendry razem z Ogarem, Bractwem i grupą Wolnego Ludu prowadzeni przez Tormunda opuszczają Wschodnią Strażnicę, mijają Mur, gdyż chcą uprowadzić innego jako dowód dla Cersei. Chcą by Cersei uwierzyła, że Armia Umarłych jest prawdziwa.                                           |   |                         |                         |                |                          |                  |                         |
| 66 | 6 | Beyond the Wall         | Za Murem                | Alan Taylor    | David Benioff D.B. Weiss | 20 sierpnia 2017 | 21 sierpnia 2017        |
| W Winterfell Littlefinger planuje odizolować Sansę. Napięcie między Aryą i Sansą rośnie, gdy Arya odkrywa list, który Sansa będąc jeszcze dzieckiem wysłała Robbowi błagając go, by był lojalny wobec Joffreya. Sansa znajduje torbę należącą do Aryi. W niej ukryte są twarze osób z Braavos, które służą jej jako maski. Na Smoczej Skale Tyrion doradza Daenerys na temat zbliżających się negocjacji z Cersei. Jon wraz z kompanami wyruszają w podróż by złapać upiora, którego zabiorą na Południe jako dowód na istnienie Białych Wędrowców. Po zdobyciu jednego z nich, grupa zostaje oblężona przez armię Białych Wędrowców. Jon nakazuje Gendry’emu, aby wrócił do Wschodniej Strażnicy i wysłał kruka do Daenerys z prośbą o pomoc. Thoros zamarza na śmierć w nocy. Daenerys przybywa i ratuje grupę przed armią nieumarłych przy pomocy swoich smoków. Król Nocy, przywódca Białych Wędrowców, rzuca lodową włócznią w Viseriona, jednego ze smoków Daenerys, i zabija go. Daenerys odlatuje razem z kompanami, ale nie jest w stanie ocalić Jona. Benjen Stark interweniuje i poświęca się, aby pozwolić Jonowi uciec. Jon i Daenerys decydują się na współpracę. Jon przyrzeka, że zarówno dla niego jak i dla Północy, Daenerys jest Królową. Nocny Król wskrzesza Viseriona, czyniąc smoka częścią swojej armii. |   |                         |                         |                |                          |                  |                         |
| 67 | 7 | The Dragon and the Wolf | Smok i Wilk             | Jeremy Podeswa | David Benioff D.B. Weiss | 27 sierpnia 2017 | 28 sierpnia 2017        |
| W Królewskiej Przystani, Lannisterom zostaje pokazany uprowadzony upiór. Cersei żąda neutralności Jona w Wielkiej Wojnie, jednak on podtrzymuje przysięgę złożoną wobec Daenerys, tym samym prowokując Cersei do odejścia. Tyrion spotyka się prywatnie z Cersei prosząc ją by została sojusznikiem. Później Cersei ujawnia Jaime'owi, że kłamała i zamiast tego zamierza wykorzystać Złotą Kompanię z Braavos, aby umocnić swoją pozycję w Westeros. Zdegustowany Jaime porzuca ją i jedzie na północ. Zmierzając w kierunku Białego Portu, Jon i Daenerys kochają się na statku. Na Smoczej Skale Theon zdobywa szacunek swoich ludzi i prowadzi ich, aby uratować Yarę. W Winterfell Littlefinger próbuje skłócić siostry, jednak Sansa wyjawia na procesie sądowym przewinienia, które popełnił, skazując go tym samym na śmierć. Samwell przybywa do Winterfell i spotyka się z Branem, a następnie rozmawiają o pochodzeniu Jona. Zdają sobie sprawę, że Jon jest rodowitym Targaryenem o imieniu Aegon i prawomocnym spadkobiercą Żelaznego Tronu, a jego rodzice – Rhaegar Targaryen i Lyanna Stark – wzięli ślub w tajemnicy. Na Wschodniej Strażnicy, wskrzeszony smok Viserion topi Mur, pozwalając Armii Umarłych maszerować na południe.                                                                             |   |                         |                         |                |                          |                  |                         |

## Produkcja
Twórcy serialu i producenci wykonawczy David Benioff i D.B. Weiss pełnią funkcję showrunnerów w siódmym sezonie. Reżyserami siódmego sezonu są Jeremy Podeswa (odcinki 1 i 7), Mark Mylod (odcinki 2 i 3), Matt Shakman (odcinki 4 i 5) i Alan Taylor (odcinek 6). To oznacza powrót Taylora do serii po nieobecności od drugiego sezonu. Kilka odcinków siódmego sezonu zostało opracowanych przez nowego reżysera Shakmana, a pozostali zajmowali się już wcześniej aranżacją wielu odcinków z poprzednich sezonów. Michele Clapton powróciła do serialu jako projektantka kostiumów, po spędzeniu czasu poza serialem w szóstym sezonie. Wcześniej pracowała nad serialem przez pierwsze pięć sezonów, a także pod koniec szóstego sezonu.

### Powieść
Biorąc pod uwagę fakt, że seria Pieśń lodu i ognia nie jest skończona (część Wichry zimy George’a R.R. Martina nie została jeszcze wydana), ciężko stwierdzić czy siódmy sezon będzie zawierać oryginalne wątki powieści. Zgodnie z wcześniejszymi doniesieniami, część szóstego sezonu serialu składała się z materiałów ujawnionych autorom serialu telewizyjnego podczas dyskusji z Martinem.

### Zdjęcia

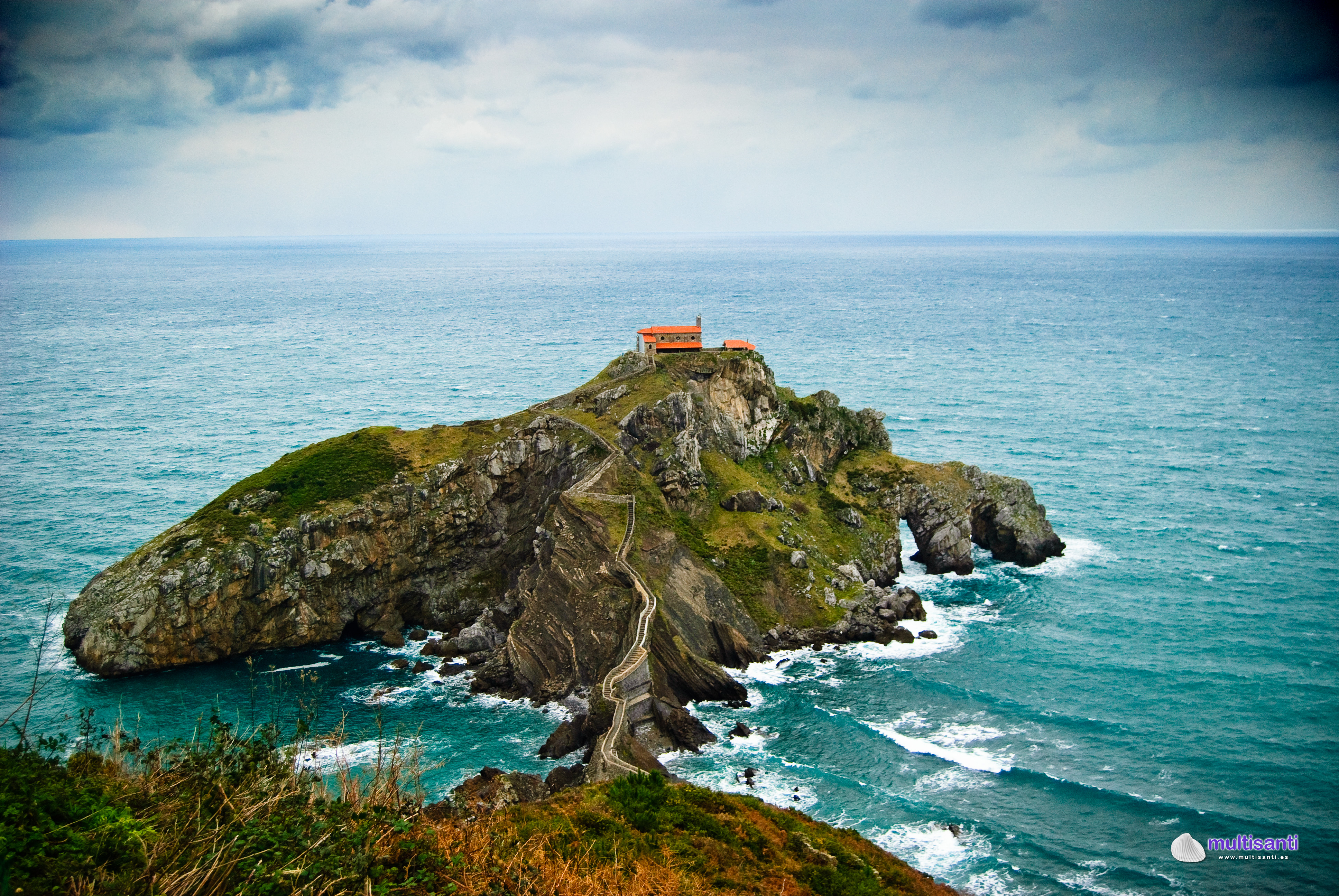
Brzeg wyspy Gaztelugatxe był wykorzystywany jako miejsce do kręcenia 7 sezonu.

Zdjęcia do filmu rozpoczęły się 31 sierpnia 2016, w Titanic Studios w Belfaście, i zakończyły się w lutym 2017 roku. W wywiadzie z showrunnerami ogłoszono, że zdjęcia do siódmego sezonu będą opóźnione do końca roku z powodu braku niezbędnych warunków pogodowych do kręcenia serialu. Showrunnerzy powiedzieli: „Zaczynamy trochę później, bo jak wiadomo, na końcu tego sezonu jest zima, a to oznacza, że słoneczna pogoda już nie jest nam potrzebna podczas kręcenia. Staraliśmy się robić wszystko co w naszej mocy, abyśmy mogli uzyskać ponurą, szarą pogodę, nawet w najbardziej słonecznych miejscach, w których kręcimy.”
Girona w Hiszpanii nie powróciła jako jedna z lokalizacji filmowych. Girona była scenografią dla Braavos oraz części Królewskiej Przystani. Później ogłoszono, że siódmy sezon będzie kręcony w Irlandii Północnej, Hiszpanii i Islandii, a kręcenie w Irlandii Północnej rozpocznie się w sierpniu 2016 r. Serial został nakręcony w hiszpańskich miastach: Sewilla, Cáceres, Almodóvar del Río, Santiponce, Zumaia i Bermeo Hiszpańskie źródła ogłosiły, że siódmy sezon serialu był kręcony na plaży Muriola w Barricce, Las Atarazanas, Królewskich Stoczniach w Sewilli i nad brzegiem San Juan de Gaztelugatxe, wysepki należącej do miasta Bermeo. W serii ponownie pojawiła się droga The Dark Hedges w Stranocum, która wcześniej wykorzystywana była jako trakt królewski w drugim sezonie. Niektóre sceny zostały nakręcone w Islandii. Zdjęcia również odbywały się w Dubrowniku w Chorwacji, która posłużyła jako scenografia Królewskiej Przystani. Scena, w której Arya ponownie spotkała się z Nymerią, została nakręcona w Albercie w Kanadzie.

### Casting
Magazyn Deadline ogłosił 21 czerwca 2016 r., że pięciu głównych aktorów: Peter Dinklage, Nikolaj Coster-Waldau, Lena Headey, Emilia Clarke i Kit Harington dyskutowało nad warunkami swoich kontraktów przez ostatnie dwa sezony. Doniesiono, że wynagrodzenie członków obsady zostało podniesione do 500 000 dolarów za odcinek w siódmym i ósmym sezonie. Później ogłoszono, że aktorzy ponownie negocjowali wysokość pensji, dzięki czemu została zwiększona do 1,1 miliona dolarów na odcinek przez ostatnie dwa sezony.
31 sierpnia 2016 r. magazyn Entertainment Weekly poinformował, że Jim Broadbent został obsadzony w siódmym sezonie w „znaczącej” roli. Ogłoszono, że rola Dickon Tarly została przekształcona, a Tom Hopper zastąpił Freddiego Stromę, który wcześniej grał w odcinku „Krew mojej Krwi”. Siódmy sezon to powrót Marka Gatissa jako Tycho Nestorisa, który nie pojawił się w szóstym sezonie, Bena Hawkeya jako Gorąca Bułka, który ostatnio pojawił się w czwartym sezonie, a Joego Dempsiego jako Gendry, który ostatnio pojawił się w trzecim sezonie i nadal jest członkiem obsady. Członkowie grupy muzycznej Bastille, która gra muzykę indie pop, pojawili się w rolach epizodycznych. Brytyjski wokalista i autor tekstów Ed Sheeran również pojawia się w tym sezonie. Brent Hinds, gitarzysta i wokalista amerykańskiego heavymetalowego zespołu Mastodon, również ujawnił, że będzie odgrywał epizodyczną rolę. To drugi występ Hindsa w serii po jego pojawieniu się (wraz z członkami zespołu: Brannem Dailorem i Billem Kelliherem) w piątym sezonie.

### Odcinki
21 kwietnia 2016 r. HBO oficjalnie złożyło zamówienie na siódmy sezon Gry o Tron, zaledwie trzy dni przed premierą szóstego sezonu serialu. Według wywiadu ze współtwórcami, Davidem Benioffem i D.B. Weissem, siódmy sezon prawdopodobnie składałby się z mniejszej liczby odcinków. Współtwórcy stwierdzili w czasie wywiadu, że piszą się „na 13 naszych ostatnich  odcinków po tym sezonie. Jesteśmy prawie na mecie.” Reżyser Jack Bender, który pracował w szóstym sezonie serialu, powiedział, że siódmy sezon będzie składał się z siedmiu odcinków. Benioff i Weiss oświadczyli, że nie byli w stanie wyprodukować 10 odcinków w standardowym okresie produkcyjnym od 12 do 14 miesięcy, ponieważ, jak Weiss powiedział: „proces kręcenia serialu jest dłuższy, przez co upodabnia się on do produkcji filmu średniej klasy”. HBO potwierdził 18 lipca 2016 roku, że siódmy sezon będzie składał się z siedmiu odcinków, a premiera odbędzie się później niż zwykle, czyli w połowie 2017 roku z powodu dłuższego okresu kręcenia serialu. Później potwierdzono, że sezon zadebiutuje 16 lipca. Według raportu magazynu Entertainment Weekly, siódmy sezon serii zawiera najdłuższy odcinek serii, a finał sezonu trwa 81 minut. Przedostatni odcinek trwa 71 minut – około 16 minut dłużej niż przeciętny odcinek Gry o Tron. Pierwsze pięć odcinków przeważnie trwa dłużej niż średni czas odcinków (55 minut), odpowiednio 59, 59, 63, 50 i 59 minut. Poprzednim najdłuższym epizodem z tej serii był finał szóstego sezonu, „Wichry zimy”, który trwał 69 minut.

### Promowanie sezonu
23 lipca 2016 HBO zaprezentowało na San Diego Comic-Con zwiastun siódmego sezonu. Zwiastun składał się głównie z podkładów głosowych i ujęć członków załogi tworzących scenografie i rekwizyty. Pierwszy materiał z sezonu został ujawniony w kolejnym zwiastunie wydanym przez HBO w dniu 28 listopada 2016 roku.
1 marca 2017 r. HBO i Gra o Tron połączyły siły z Major League Baseball (MLB), by nawiązać partnerstwo promocyjne. Co najmniej 19 indywidualnych zespołów brało udział w promocji. 8 marca 2017 r. HBO wydało pierwszy plakat promocyjny na sezon przed festiwalem SXSW w Austin w Teksasie. Podczas tej imprezy głos zabrali showrunnerzy Benioff i Weiss, a także członkowie załogi Sophie Turner i Maisie Williams.
9 marca 2017 r. HBO nadało transmisję na żywo na stronie Gry o Tron na Facebooku, podczas której została ujawniona została data premiery siódmego sezonu. Premierze towarzyszył również kolejny zwiastun. 30 marca 2017 ukazała się pierwsza oficjalna promocja spektaklu, w której wyróżniono trony Daenerys Targaryen, Jona Snowa i Cersei Lannister. 20 kwietnia 2017 r. HBO opublikowało 15 oficjalnych zdjęć zrobionych podczas kręcenia sezonu. W dniu 22 maja 2017 r. HBO wydało kilka nowych zdjęć z nowego sezonu. 23 maja 2017 r. HBO opublikowało oficjalne plakaty z udziałem Króla Nocy. Pierwszy oficjalny zwiastun siódmego sezonu ukazał się 24 maja 2017 r. Zwiastun ustanowił światowy rekord będąc najczęściej oglądanym zwiastunem w historii. W ciągu pierwszych 24 godzin zwiastun był oglądany 61 milionów razy na platformach cyfrowych. Drugi oficjalny zwiastun został wydany 21 czerwca 2017 r. Premiera sezonu została pokazana w sali koncertowej Walta Disneya w Los Angeles 12 lipca 2017.

### Muzyka
Muzykę do tego sezonu, podobnie jak do poprzednich, napisał Ramin Djawadi.

## Odbiór

### Ocena krytyków
Na stronie Metacritic, sezon (w oparciu o pierwszy odcinek) ma wynik 77 na 100 na podstawie 12 recenzji, co wskazuje na „ogólnie pozytywne recenzje”. Na stronie Rotten Tomatoes 96% z 37 recenzji jest pozytywne, a średnia ocen wyniosła 8,2 na 10. Podsumowanie opinii można przetłumaczyć jako: „Po rocznym oczekiwaniu, Gra o Tron powraca z ciekawą historią i skupia się na swoich głównych bohaterach – szczególnie na kobietach”.

### Oglądalność
Premiera serialu przekroczyła 30 milionów widzów we wszystkich platformach krajowych w sieci kilka tygodni po wydaniu. Liczba ta nadal rosła w innych krajach. W Wielkiej Brytanii premiera osiągnęła 4,7 miliona widzów po siedmiu dniach, ustanawiając nowy rekord dla Sky Atlantic. W porównaniu z poprzednim sezonem HBO Asia odnotowało wzrost oglądalności od 24 procent do 50 procent. HBO Latin America odnotowało rekordową oglądalność w regionie, z 29-procentowym wynikiem. W Niemczech oglądalność zwiększyła się o 210 procent, w Rosji wzrosła o 40 procent, a we Włoszech o 61 procent. W Stanach Zjednoczonych finał po raz pierwszy emitowany w telewizji obejrzało 12,1 miliona widzów, a 16,5 miliona, gdy udostępniono oglądanie w aplikacjach HBO Now i HBO Go. W ciągu sezonu liczba widzów wynosiła średnio ponad 30 milionów na odcinek na wszystkich platformach.

## Emisja
Sezon był transmitowany na całym świecie przez HBO i jego partnerów nadawczych w 186 krajach. W niektórych krajach był emitowany następnego dnia po pierwszym wydaniu.

### Nielegalna dystrybucja
Premiera sezonu została nielegalnie udostępniona 90 milionów razy w ciągu pierwszych trzech dni po jej emisji. 4 sierpnia 2017 r. odnotowano, że na dwa dni przed pierwotną transmisją, czwarty odcinek sezonu został ujawniony online w Star India, jednym z międzynarodowych partnerów sieci HBO. Ta wyciekła kopia ma znak wodny „tylko do przeglądania wewnętrznego”. 31 lipca 2017 r., z powodu naruszenia bezpieczeństwa, HBO padło ofiarą kradzieży, w której skradziono 1,5 terabajta danych. Jednak „nie było to związane z wyciekiem odcinka”, jak twierdzi The Verge. W dniu 16 sierpnia 2017 r., cztery dni przed planowanym wydaniem, ogłoszono, że HBO Spain i HBO Nordic przez przypadek udostępniły szósty odcinek serialu na żądanie przez godzinę, zanim go usunięto.
Dane z firmy monitorującej piractwo MUSO wskazują, że sezon siódmy był nielegalnie udostępniany przeszło ponad miliard razy, głównie przez nieautoryzowane przesyłanie strumieniowe, torrenty i bezpośrednimi pobraniami stanowiącymi około 15 procent tego piractwa. Szacuje się, że każdy epizod został nielegalnie kopiowany 140 milionów razy.

## Wersja na DVD i Blu-ray
Sezon zostanie wydany na Blu-ray i DVD w regionie pierwszym 12 grudnia 2017.